# Tichá pošta
Tichá pošta (též telefon) je společenská hra, při které si jednotliví hráči šepotem předávají zprávu, která je většinou kvůli přeslechnutím či nedorozuměním zkomolená. Označení tichá pošta se používá přeneseně pro situace, kdy se nepřesným či tajným několikanásobným předáváním informace šíří dezinterpretace původní zprávy či se tak označuje rychlé neoficiální šíření informací.

## Pravidla
Hráči sedí v kruhu či v řadě za sebou. První si vymyslí nějakou zprávu a pošeptá ji sousedovi, který ji pošeptá dalšímu kolegovi, což pokračuje, než zpráva tiché pošty dorazí k poslednímu hráči. Poslední hráč vysloví zprávu, která k němu dorazila a startující hráč poví, co ve skutečnosti řekl. Většinou je výsledná zpráva značně zkomolená, což je zdrojem zábavy.

## Varianty
V psané variantě tiché pošty první hráč na papír nakreslí či dostane nakreslený obrázek, který překreslí prsty na záda svému sousedovi. Ten tuto grafickou zprávu předá dál. Na konci se porovnají původní a s nově nakresleným obrázkem. Další varianta spočívá ve vyprávění příběhu, který si první hráč vymyslí a pošeptá ji druhému, který obsah sdělení předá svému nejbližšímu kolegovi. Cílem hry je zachovat smysl příběhu a co nejvíce informací z něj.

## Název hry
V češtině se nejčastěji používá označení tichá pošta. Objevuje se i varianta telefon či fax. V Británii je hra známá pod názvem Číňanka (případně čínské šeptání), toto pojmenování je odrazem domněnky Američanů a Evropanů, že čínština je nesrozumitelná. Ve Spojených státech se nazývá telefon, v Turecku „od ucha k uchu“, v polštině hluchý telefon.

## Použití
Používá se kromě zábavy rovněž ke vzdělávacím účelům – například při výuce cizích jazyků či k vysvětlení šíření pověstí, fám či různých nedorozumění. Též se používá ve školách k nácviku týmové spolupráce, kdy hrají dvě či více družstev, kdo dříve a přesněji přenese danou zvukovou či obrazovou zprávu. V mateřských školách se využívá k logopedickým cvičením či ke zvýšení citlivosti na dotyk.